# Salembre
Le Salembre (ou le ruisseau de Salembre) est un ruisseau français du département de la Dordogne, affluent de l’Isle et sous-affluent de la Dordogne.

## Géographie
Il prend sa source vers 195 mètres d'altitude sur la commune de Saint-Aquilin, trois kilomètres au nord-est du bourg, près du lieu-dit la Chaise.
Il arrose Saint-Germain-du-Salembre et rejoint l’Isle en rive droite sur la commune de Neuvic, deux kilomètres à l'ouest du bourg, au sud de Neuvic-Gare.
D'une longueur de 17 km, il possède deux petits affluents répertoriés, le ruisseau de Combenègre et le Roueix qui arrose Chantérac.

## Écologie
La haute vallée du Salembre, depuis l'étang des Garennes à Saint-Aquilin jusqu'au moulin de Landry à Chantérac, est une zone naturelle d'intérêt écologique, faunistique et floristique (ZNIEFF) de type 1, composée d'une alternance de biotopes humides très différenciés qui permettent d'y rencontrer, entre autres, des loutres et des orchidées des marais.

## Communes et cantons traversés

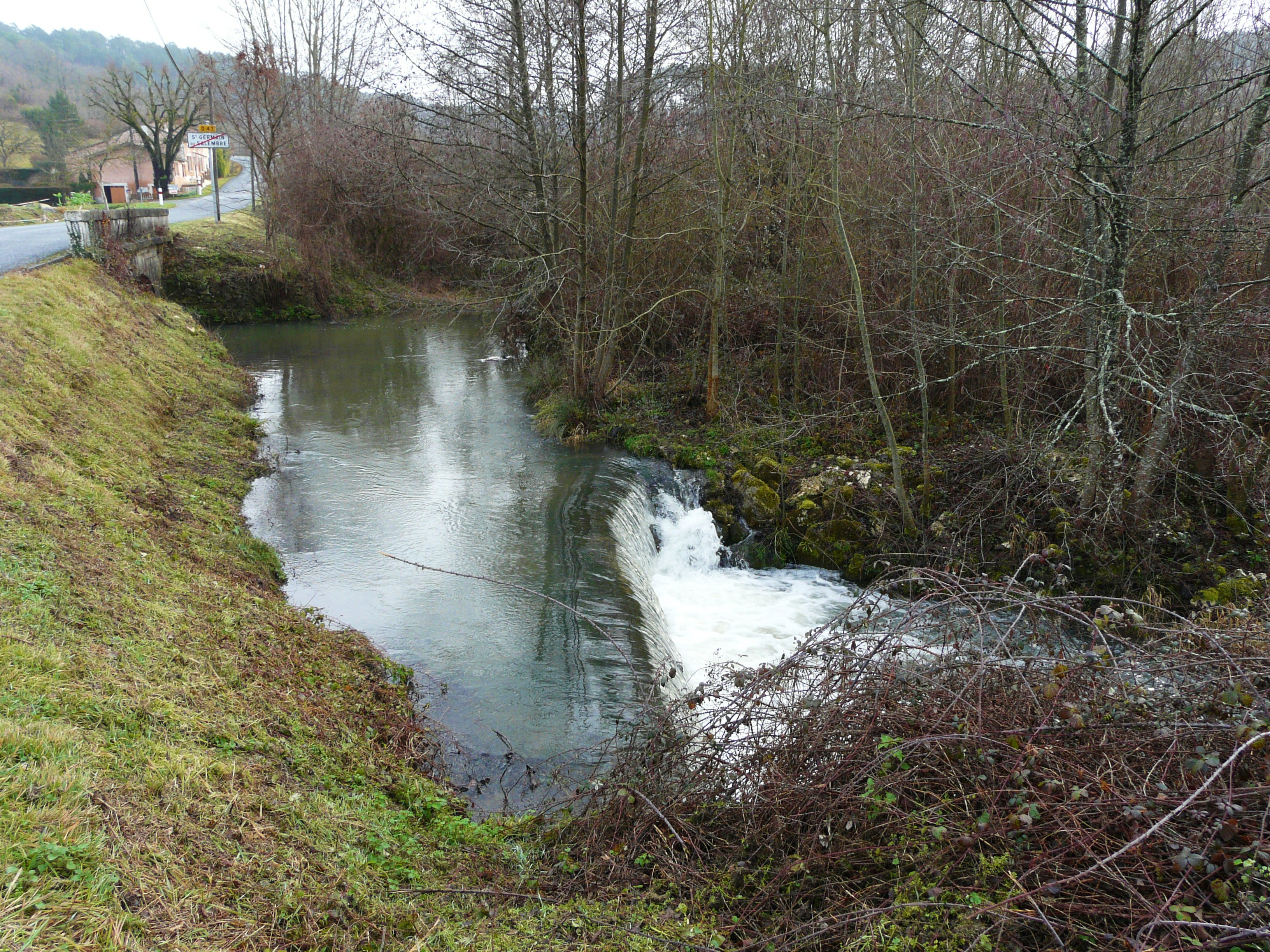
Le Salembre à Saint-Germain-du-Salembre.

À l'intérieur du département de la Dordogne, le Salembre arrose six communes réparties sur trois cantons :
- Canton de Montagrier
  - Tocane-Saint-Apre
- Canton de Neuvic
  - Saint-Aquilin (source)
  - Chantérac
  - Saint-Germain-du-Salembre
  - Neuvic (confluence)
- Canton de Saint-Astier
  - Saint-Astier

## À voir
- Le château de Belet à Saint-Aquilin
- Le château de Saint-Germain-du-Salembre